# Koripallon miesten SM-sarjakausi 1960
La Koripallon miesten SM-sarjakausi 1960 è stata la 20ª edizione del massimo campionato finlandese di pallacanestro maschile. La vittoria finale è stata ad appannaggio del ToPo Helsinki.

## Risultati

### Stagione regolare
|     | Squadra             | G  | V  | N | P  | PF   | PS   | Pt. | Qualificazione |
| --- | ------------------- | -- | -- | - | -- | ---- | ---- | --- | -------------- |
| 1.  | ToPo Helsinki       | 22 | 19 | 0 | 3  | 1606 | 1280 | 38  |                |
| 2.  | KTP-Basket          | 22 | 17 | 0 | 5  | 1659 | 1386 | 34  |                |
| 3.  | Hels. Kisa-Toverit  | 22 | 16 | 1 | 5  | 1666 | 1410 | 33  |                |
| 4.  | Pantterit           | 22 | 15 | 1 | 6  | 1606 | 1497 | 31  |                |
| 5.  | Namika Lahti        | 22 | 12 | 0 | 10 | 1479 | 1433 | 24  |                |
| 6.  | Tampereen Pyrintö   | 22 | 10 | 2 | 10 | 1480 | 1439 | 22  |                |
| 7.  | Helsingin NMKY      | 22 | 9  | 2 | 11 | 1410 | 1474 | 20  |                |
| 8.  | Työväen Maila-Pojat | 22 | 9  | 0 | 13 | 1548 | 1542 | 18  |                |
| 9.  | Helsingin Ilves     | 22 | 9  | 0 | 13 | 1433 | 1450 | 18  |                |
| 10. | Porin Veto          | 22 | 7  | 1 | 14 | 1270 | 1460 | 15  | retrocesse     |
| 11. | Sörnäisten NMKY     | 22 | 5  | 0 | 17 | 1403 | 1688 | 10  | retrocesse     |
| 12. | Turun Toverit       | 22 | 0  | 1 | 21 | 1159 | 1633 | 1   | retrocesse     |

| Koripallon miesten SM-sarjakausi 1960 |
| ------------------------------------- |
| ToPo Helsinki 1º titolo               |

## Formazione vincitrice
| N° | Naz.                 | Ruolo | Sportivo          |  | Alt. |  |
| -- | -------------------- | ----- | ----------------- |  | ---- |  |
|    | Finlandia (bandiera) |       | Matti Airas       |  |      |  |
|    | Finlandia (bandiera) |       | Paavo Suhonen     |  | 184  |  |
|    | Finlandia (bandiera) |       | Matti Suhonen     |  |      |  |
|    | Finlandia (bandiera) |       | Kyösti Rousti     |  | 184  |  |
|    | Finlandia (bandiera) |       | Eero Lindegren    |  |      |  |
|    | Finlandia (bandiera) |       | Veikko Parikka    |  |      |  |
|    | Finlandia (bandiera) |       | Kimmo Kettunen    |  |      |  |
|    | Finlandia (bandiera) |       | Kauko Väänänen    |  |      |  |
|    | Finlandia (bandiera) |       | Taisto Taivassalo |  |      |  |
|    | Finlandia (bandiera) |       | Mikko Hyryläinen  |  |      |  |
|    | Finlandia (bandiera) |       | Kauko Erkko       |  |      |  |
|    | Finlandia (bandiera) |       | Olli Arrakoski    |  |      |  |
|    | Finlandia (bandiera) |       | Matti Vasama      |  |      |  |
|    | Finlandia (bandiera) | All.  |                   |  |      |  |